# محمد حسن الحربي
محمد حسن الحربي هو كاتب وصحفي إماراتي، ويعمل مستشارًا لمؤسسة الإمارات للمحتوى بدبي، ويكتب مقالة أسبوعية بصحيفة الاتحاد. اشتهر بروايته «أحداث مدينة على الشاطئ» كأبرز رواية إماراتية اهتمت بتقديم حكاية المكان.
يحمل شهادة الماجستير في الصحافة والإعلام، وسبق وأن عمل في مواقع صحفية واقتصادية عدة في الإمارات ودول الخليج. الحربي هو عضو مشارك في لجان تحكيم عربية للأعمال الأدبية والفنية والإعلامية، ومدرب دولي معتمد في الإعلام التطبيقي وتطوير المحتوى العربي على شبكة الإنترنت.

## أعماله
- «الخروج على وشم القبيلة» (مجموعة قصصية)، 1981[2]
- «تطور التعليم في الإمارات العربية المتحدة – مقدمة توثيقية»، 1988[3]
- «لفائف الربع الخالي» (مجموعة قصصية)، 1999[4]
- «الرواية والقصة القصيرة في الإمارات – نقد على نقد»، 2001
- «دليل الصحفي المبتدئ – نماذج تطبيقية من صحف الإمارات»، 2002[5]
- «تِريَم كما عرفته»، 2002
- «الشارقة الحديثة – مقالات في المشهد الثقافي»، 2003
- «حق الكراهية بلا سبب.. الغراب نموذجا» (صدر باللغة الإنجليزية)، دار ايكسليبرز – أمريكا، 2014
- «حكايات قبيلة ماتت»، مجموعة قصصية
- كتاب «شموع بعيدة عن القمر.. قراءات في أعمال سردية مختارة»[6]

الروايات
- «أحداث مدينة على الشاطئ»، دار الفارابي، 1986[7]